# Liste der Kulturdenkmale in Köthel (Lauenburg)
In der Liste der Kulturdenkmale in Köthel sind alle Kulturdenkmale der schleswig-holsteinischen Gemeinde Köthel (Kreis Herzogtum Lauenburg)  aufgelistet (Stand: 10. März 2025).

## Legende
In den Spalten befinden sich folgende Informationen:
- Objekt-ID: die Nummer des Kulturdenkmales
- Lage: die Adresse des Kulturdenkmales und die geographischen Koordinaten. Kartenansicht, um Koordinaten zu setzen. In der Kartenansicht sind Kulturdenkmale ohne Koordinaten mit einem roten Marker dargestellt und können in der Karte gesetzt werden. Kulturdenkmale ohne Bild sind mit einem blauen Marker gekennzeichnet, Kulturdenkmale mit Bild mit einem grünen Marker.
- Offizielle Bezeichnung: Bezeichnung des Kulturdenkmales
- Beschreibung: die Beschreibung des Kulturdenkmales
- Bild: ein Bild des Kulturdenkmales

## Bauliche Anlagen
| Objekt-ID     | Lage                                         | Offizielle Bezeichnung | Beschreibung | Bild |
| ------------- | -------------------------------------------- | ---------------------- | --- | ---- |
| 3305 Wikidata | (53° 36′ 36″ N, 10° 30′ 34″ O)               | Franzosenbrücke        | Alteintragung (Aktualisierung vorgesehen) - Begründung: Alteintragung (Aktualisierung vorgesehen) - Schutzumfang: Alteintragung (Aktualisierung vorgesehen) - Denkmaltyp: Bauliche Anlage                                                                                                | BW   |
| 9319 Wikidata | In de Grund 1 (53° 36′ 36″ N, 10° 30′ 39″ O) | Fachhallenhaus         | Fachhallenhaus; im Kern 1744; eingeschossiger Fachwerkbau mit Eichenfachwerk und reetgedecktem Halbwalmdach, Fachwerkbestand und Binnenstruktur umfangreich erhalten - Begründung: geschichtlich, Kulturlandschaft prägend - Schutzumfang: gesamtes Objekt - Denkmaltyp: Bauliche Anlage | BW   |

## Quelle
- Liste der Kulturdenkmale in Schleswig-Holstein – Herzogtum Lauenburg (PDF)

- Karte mit allen Koordinaten:
- OSM |
- WikiMap